# La Possonnière
La Possonnière é uma comuna francesa na região administrativa da Pays de la Loire, no departamento de Maine-et-Loire. Estende-se por uma área de 18,36 km². Em 2010 a comuna tinha 2 487 habitantes (densidade: 135,5 hab./km²).